# Elektrociepłownia Elbląg
Elektrociepłownia Elbląg – elektrociepłownia w Elblągu w województwie warmińsko-mazurskim i jest jednoosobową spółką Elbląskich Zakładów Energetycznych S.A. w Elblągu.

## Historia
- 1928 – zakończenie budowy elektrowni posiadającej 4 kotły z paleniskami pyłowymi, 2 turbozespoły o mocy 8 MW i 10 MW,
- 1936–1941 – rozbudowa o turbozespół o mocy 20 MW,
- 1945 – powstanie Zakładów Energetycznych Okręgu Pomorskiego – Elektrownia Elbląg, potem Zakładu Energetycznego Okręgu Mazurskiego – Elektrownia Elbląg
- czerwiec 1946 – ponowny rozruch elektrowni o mocy 20 MW
- 1953–1956 – rozbudowa o 3 kotły parowe OP-130 o łącznej mocy cieplnej 293 MW oraz 3 turbozespoły o łącznej mocy elektrycznej 62 MW
- lata 60. XX w. – modernizacja i praca jako elektrociepłownia
- do 31 grudnia 1979 w składzie przedsiębiorstwa Zakłady Energetyczne Okręgu Północnego Bydgoszcz
- 1980–1996 w składzie Elbląskich Zakładów Energetycznych
- 3 lutego 1997 samodzielne przedsiębiorstwo Elektrociepłownia Elbląg Sp. z o.o.
- 3 lutego 2009 zmiana nazwy firmy na ENERGA Elektrociepłownia Elbląg Sp. z o.o.
- 1 października 2009 zmiana nazwy firmy na ENERGA Kogeneracja Sp. z o.o.

## Dane techniczne
Urządzenia podstawowe elektrociepłowni to:
- 3 kotły parowe węglowe OP-130 o wydajności osiągalnej po 130 t/h każdy i parametrach pary 3,8 MPa i 450 °C,
- kocioł wodny węglowy WP-120 o mocy cieplnej osiągalnej 100 MW,
- turbozespół T2 AT-12 (przeciwprężny) o mocy elektrycznej 12 MW oraz mocy cieplnej 55 MW,
- turbozespół T5 CKD (upustowo-kondensacyjny) o mocy elektrycznej 25 MW, który w sezonie grzewczym pracuje z maksymalną mocą elektryczną 18 MW i cieplną 65 MW,
- turbozespół T6 AT-12 (upustowo-kondensacyjny) o mocy elektrycznej 12 MW, który w sezonie grzewczym pracuje z maksymalną mocą elektryczną 12 MW i cieplną 55 MW.

Moce dyspozycyjne EC Elbląg to:
- elektryczna zainstalowana: 49 MW,
- elektryczna osiągalna: 42 MW,
- osiągalna cieplna ogółem: 242 MW.

Elektrociepłownia posiada koncesje na wytwarzanie energii elektrycznej i wytwarzanie ciepła. Pracuje w oparciu o węgiel kamienny.